# Ægte daddelpalme
Ægte Daddelpalme (Phoenix dactylifera) er en palme, der vokser i ørkenen og producerer de dadler som spises hver jul i Danmark. Dadlerne bliver høstet fra juni til oktober, og den afgiver ca. 20-50 kg pr. år. Smagen er vekslende fra sort til sort.
| Træ | Spire Denne artikel om træer er en spire som bør udbygges. Du er velkommen til at hjælpe Wikipedia ved at udvide den. |